# Segunda Categoría del Guayas 1969
El campeonato provincial de Segunda Categoría de Guayas 1969 fue la 3ª edición del torneo de la Segunda categoría de la provincia de Guayas. El torneo fue organizado por Asociación de Fútbol del Guayas (AFG), para este torneo lo disputaron un total de 6 equipos, nuevamente se usó el mismo sistema del año anterior en la cual el campeón del torneo logrará el ascenso a la Serie A, a su vez el equipo que terminará en el último lugar del torneo descendería a la Liga Amateur del Guayas(Copa Guayas) a partir de este año, el campeón de este año sería el 9 de Octubre que de sus 10 encuentros solo perdió un partido y fue contra el que terminaría siendo el subcampeón del torneo; el cuadro del Español.
El 9 de Octubre se coronó como campeón por primera vez del torneo de Segunda Categoría de Guayas, mientras que el Español obtendría por 1ª vez el subcampeonato.

## Sistema de juego
El Campeonato Provincial de Fútbol de Segunda Categoría de Guayas 1969 se jugó de la siguiente manera:
Única Etapa
se jugará a una sola etapa en encuentros de ida e vuelta(10 fechas) de las cuales el equipo con mayor cantidad de puntos será será proclamado como campeón así mismo será el que logre el ascenso al Campeonato Ecuatoriano de Fútbol 1970, mientras que el equipo que termine en segundo lugar será el subcampeón.

## Sedes
| Guayaquil              |
| ---------------------- |
| Estadio George Capwell |
| Capacidad: 26 000      |
|                        |

## Equipos participantes
Estos fueron los 6 equipos que participaron en el torneo provincial de 2.ª categoría del Guayas de 1969.
| Equipos participantes | Equipos participantes | Equipos participantes | Equipos participantes |
| --------------------- | --------------------- | --------------------- | --------------------- |
| Español               | Ferroviarios          | Panamá                |                       |
| Estudiantes G         | Luq San               | 9 de Octubre          |                       |

## Equipos por Cantón
| Cantón    | N.º | Equipos                                                     |
| --------- | --- | ----------------------------------------------------------- |
| Guayaquil | 5   | - Luq San - Español - Estudiantes G - Panamá - 9 de Octubre |
| Durán     | 1   | - Ferroviarios                                              |

## Primera Etapa

### Partidos y resultados
| Fecha 1      | Fecha 1   | Fecha 1          |
| Equipo Local | Resultado | Equipo Visitante |
| ------------ | --------- | ---------------- |
| Español      | 2-1       | Ferroviarios     |
| Panamá       | 2-4       | Luq San          |
| 9 de Octubre | 5-1       | Estudiantes G    |

| Fecha 2      | Fecha 2   | Fecha 2          |
| Equipo Local | Resultado | Equipo Visitante |
| ------------ | --------- | ---------------- |
| Español      | 1-1       | Estudiantes G    |
| Luq San      | 3-1       | Ferroviarios     |
| 9 de Octubre | 2-1       | Panamá           |

| Fecha 3      | Fecha 3   | Fecha 3          |
| Equipo Local | Resultado | Equipo Visitante |
| ------------ | --------- | ---------------- |
| Ferroviarios | 2-3       | Panamá           |
| Luq San      | 0-1       | Estudiantes G    |
| 9 de Octubre | 1-0       | Español          |

| Fecha 4       | Fecha 4   | Fecha 4          |
| Equipo Local  | Resultado | Equipo Visitante |
| ------------- | --------- | ---------------- |
| Estudiantes G | 2-1       | Ferroviarios     |
| Español       | 2-2       | Panamá           |
| 9 de Octubre  | 3-1       | Luq San          |

| Fecha 5      | Fecha 5   | Fecha 5          |
| Equipo Local | Resultado | Equipo Visitante |
| ------------ | --------- | ---------------- |
| Ferroviarios | 2-4       | 9 de Octubre     |
| Panamá       | 0-2       | Estudiantes G    |
| Luq San      | 0-0       | Español          |

| Fecha 6       | Fecha 6   | Fecha 6          |
| Equipo Local  | Resultado | Equipo Visitante |
| ------------- | --------- | ---------------- |
| 9 de Octubre  | 2-1       | Ferroviarios     |
| Estudiantes G | 2-0       | Panamá           |
| Español       | 2-2       | Luq San          |

| Fecha 7      | Fecha 7   | Fecha 7          |
| Equipo Local | Resultado | Equipo Visitante |
| ------------ | --------- | ---------------- |
| Ferroviarios | 1-0       | Estudiantes G    |
| Panamá       | 2-5       | Español          |
| Luq San      | 0-1       | 9 de Octubre     |

| Fecha 8       | Fecha 8   | Fecha 8          |
| Equipo Local  | Resultado | Equipo Visitante |
| ------------- | --------- | ---------------- |
| Panamá        | 2-4       | Ferroviarios     |
| Estudiantes G | 1-4       | Luq San          |
| Español       | 2-1       | 9 de Octubre     |

| Fecha 9       | Fecha 9   | Fecha 9          |
| Equipo Local  | Resultado | Equipo Visitante |
| ------------- | --------- | ---------------- |
| Estudiantes G | 0-1       | Español          |
| Ferroviarios  | 2-2       | Luq San          |
| Panamá        | 0-3       | 9 de Octubre     |

| Fecha 10      | Fecha 10  | Fecha 10         |
| Equipo Local  | Resultado | Equipo Visitante |
| ------------- | --------- | ---------------- |
| Ferroviarios  | 0-4       | Español          |
| Luq San       | 3-1       | Panamá           |
| Estudiantes G | 0-0       | 9 de Octubre     |

#### Clasificación
|  |    | Equipo        | PJ | PG | PE | PP | GF | GC | DG  | PTS |
|  | -- | ------------- | -- | -- | -- | -- | -- | -- | --- | --- |
|  | 1. | 9 de Octubre  | 10 | 8  | 1  | 1  | 21 | 9  | +12 | 25  |
|  | 2. | Español       | 10 | 5  | 4  | 1  | 19 | 10 | +9  | 19  |
|  | 3. | Luq San       | 10 | 4  | 3  | 3  | 19 | 14 | +5  | 15  |
|  | 4. | Estudiantes G | 10 | 4  | 2  | 4  | 7  | 11 | -4  | 14  |
|  | 5. | Ferroviarios  | 10 | 2  | 1  | 7  | 15 | 24 | -9  | 7   |
|  | 6. | Panamá        | 10 | 1  | 1  | 8  | 13 | 29 | -16 | 4   |

 Pts=Puntos; PJ=Partidos jugados; G=Partidos ganados; E=Partidos empatados; P=Partidos perdidos; GF=Goles a favor; GC=Goles en contra; Dif=Diferencia de gol
|  | Campeón anual y clasificado al Campeonato Ecuatoriano de Fútbol 1970. |
|  | Vicecampeón anual                                                     |
|  | Descendió a Liga Amateur del Guayas(Copa Guayas)                      |

## Campeón
|                                                                             |
| 9 de Octubre 1.er Título Ascendió al Campeonato Ecuatoriano de Fútbol 1970. |